# Сарего
Сарѐго (на италиански и на венециански: Sarego) е градче и община в Северна Италия, провинция Виченца, регион Венето. Разположено е на 42 m надморска височина. Населението на общината е 6794 души (към 2015 г.).